# エアロエントリー
エアロエントリー株式会社は、東京都中央区のインシュアテック（保険［インシュアランス］×技術［テクノロジー］＝インシュアテック）によって、様々な業界で、保険を活用した販促支援を展開する会社。

## 概要
- 2015年7月　会社設立
- 2016年3月　三井住友海上火災保険株式会社と共同開発した、DJI製品向けドローン保険提供開始
- 2019年3月　株式会社エスエムエスキャリアが運営する、看護師・看護学生向けコミュニティ「ナース専科」にて、「ナース専科 看護師賠償責任保険」提供開始
- 2019年5月　株式会社セキドが、日本総代理店として2018年秋に発売した世界最小サイズの水中スクーター「SUBLUE WHITE SHARK MIX」に対して行う、無償の製品保証サービス「SUBLUE CARE」提供開始
- 2019年8月　株式会社ダイバーシーズが運営する、自宅の空き部屋をゲストに貸して共に住むホームステイサービス「Homii(ホーミー)」に対して、ホームステイ中のゲストおよび受け入れホスト全員に、相手のけがや他人の物を壊した場合など日常生活における様々なリスクを補償する「ホームステイ保険[1](最大１億円補償)」提供開始
- 2019年12月　デジタルデータソリューション株式会社・株式会社エフティグループと、業界初となる「ドローンデータ復旧サービス」提供開始[2]
- 2020年7月　複数メーカーに対応する「水中ドローン保険」提供開始[3]

## DJI製品/DJI製品以外のドローン保険
エアロエントリー社が取り扱うドローン保険は、DJI製品向け、DJI製品以外の賠償責任保険および機体保険。
提供されているのは、以下３種類の保険。
- DJI製品向け無償付帯賠償責任保険（DJI製のドローンを購入すると、購入者特典として初年度無償で提供される。登録が必要。）
- DJI製品向け賠償責任保険（対人・対物の賠償責任保険。最大10億円まで補償。無償付帯保険に上乗せも可能。）
- DJI製品向け機体保険（事故による機体自体の修理費や盗難にも備える機体保険。自動車保険でいうところの車両保険のようなもの。）
- JULC保険（様々なメーカーに対応するドローン保険。第三者への賠償責任を補償する「賠償保険」と、機体自体の損害を補償する「機体保険」を提供する）

## Drone CAMP 運営事務局
Drone CAMPとは、 2015年にDJI JAPANがスタートしたDJI製品に特化した法人向けドローン操縦者育成プログラム「DJI CAMP」をエアロエントリー社が管理団体として2022年に引き継ぎ、2025年にDrone CAMPと再ブランドした。インストラクターが、業務でドローンを使用する操縦者育成を行う。 国土交通省へ無人航空機に係る飛行許可申請を行う際に、無人航空機の操縦の知識や能力に関する確認を簡略化することができる。 エアロエントリー社では、試験合格者に発行される「 技能資格認定書 」の発行等、Drone CAMPに関する事務局業務を行なっている。